# RijnGouweLokaal
RijnGouweLokaal (RGL), tot 2013 Alphen Eén (A1), is een lokale politieke partij in de Nederlandse gemeente Alphen aan den Rijn.

## Geschiedenis
Alphen Eén werd opgericht op 29 juli 2005 als fusie tussen lokale partij De Vrije Lijst en GroenLinks-afsplitsing Alphen nu Anders. Een aantal maanden eerder fuseerden de fracties van deze partijen al, na drie maanden intensief te hebben samengewerkt. Met deze nieuwe partij wilde men werken aan "het herstel van de menselijke maat in de samenleving." Fractievoorzitter werd Ank de Groot-Slagter.
Na de fractiefusie had de partij vier zetels in de gemeenteraad. Bij de verkiezingen van 2006 halveerde dit aantal naar twee. Dit aantal bleef gelijk bij de verkiezingen van 2010.
Op 1 januari 2014 fuseerde de gemeente Alphen aan den Rijn met Boskoop en Rijnwoude. Alphen Eén was hier geen voorstander van, maar hernoemde zich in januari 2013 tot RijnGouweLokaal in aanloop hiernaartoe. Deze naam refereert naar de Oude Rijn en de Gouwe, twee rivieren binnen de fusiegemeente. Ook speelde er discussie over de naam van de nieuwe gemeente, die Rijn en Gouweland moest worden, maar dat werd uiteindelijk Alphen aan den Rijn.
Op 1 september 2013 stapte D66-raadslid Van Geest over naar RGL, omdat hij zich niet meer thuis voelde bij D66. Bij de herindelingsverkiezingen kwam de partij op één zetel uit. Bij de verkiezingen van 2018 bleef dit aantal gelijk.
Bij de verkiezingen van maart 2022 kreeg de partij er weer een zetel bij. Deze zetel ging in oktober dat jaar echter weer verloren, omdat het nieuw verkozen raadslid De Jong uit zelfstandig verder ging. Dit deed hij na een voorval met een scheldpartij in een fractievergadering. Hij ging verder onder de naam Lokaal Belang Alphen.

## Verkiezingsuitslagen
De partij heeft bij verschillende verkiezingen de volgende resultaten behaald:
| Jaar | Stemmen | %     | Zetels |
| ---- | ------- | ----- | ------ |
| 2006 | 1824    | 6,22% | 2 / 35 |
| 2010 | 1484    | 5,06% | 2 / 35 |
| 2013 | 1492    | 4,43% | 1 / 39 |
| 2018 | 1799    | 3,73% | 1 / 39 |
| 2022 | 3209    | 6,72% | 2 / 39 |